# Battle of Highbury
Als Battle of Highbury (englisch; deutsch: „Schlacht von Highbury“) wird ein Fußballspiel zwischen der englischen und der italienischen Fußballnationalmannschaft bezeichnet, das am 14. November 1934 im als „Highbury“ bekannten Arsenal Stadium in London ausgetragen wurde. England gewann diese sehr umkämpfte und teilweise von roher Gewalt geprägte Partie – was die entsprechende Namensgebung zur Folge hatte – gegen den amtierenden Weltmeister mit 3:2.

## Im Vorfeld der Partie
Dieses Spiel war die erste Partie der italienischen Nationalmannschaft, nachdem diese im Sommer zuvor im eigenen Land die Fußball-Weltmeisterschaft gewonnen hatte. Da der englische Fußballverband „Football Association“ (FA) im Jahre 1928 aus dem Weltfußballverband FIFA ausgetreten war, hatte England an diesem Turnier nicht teilnehmen können. Dennoch wurde das Mutterland des Fußballs zu dieser Zeit als eine der leistungsstärksten Nationen in diesem Sport angesehen und die Partie wurde daher zumindest in England als „echtes“ Weltmeisterschaftsfinale angesehen. Auch in Italien wurde der Stellenwert des Spiels als sehr hoch betrachtet und wie vermeldet wurde, soll selbst der Diktator Benito Mussolini jedem Spieler im Erfolgsfall einen Alfa Romeo und eine Prämie von umgerechnet 150 Britischen Pfund in Aussicht gestellt haben (dem heutigen Wert nach entspricht dies über 9000 Euro).
Das Spiel wartete bereits zu Beginn mit einem Rekord auf, da in der englischen Nationalmannschaft erstmals sieben Akteure desselben Vereins – vom FC Arsenal – eingesetzt wurden (diese Bestmarke wurde erst im Jahr 2001 eingestellt). Zudem fand die Partie noch im Heimstadion des FC Arsenal statt. Neben diesen sieben Arsenal-Spielern (Frank Moss, George Male, Eddie Hapgood, Wilf Copping, Ray Bowden, Ted Drake und Cliff Bastin) stand der junge Stanley Matthews, der damit zu seinem dritten Länderspiel kam, genauso in der Anfangself wie noch Cliff Britton, Jack Barker und Eric Brook. Da alle eingesetzten englischen Spieler über weniger als zehn Länderspiele verfügten, galt die Mannschaft als sehr unerfahren.
In der italienischen Mannschaft fehlten nur zwei Spieler aus dem WM-Finale: der Torhüter und Kapitän des Weltmeisters Gianpiero Combi hatte nach dem WM-Finale seine Karriere ebenso beendet wie Angelo Schiavio, der beste Torschütze der Italiener beim WM-Turnier.
Für den schwedischen Schiedsrichter Otto Olsson war es das 13. Länderspiel.

## Die erste Halbzeit
Bereits der Start in die Partie offenbarte, dass die beiden Mannschaften mit hohem körperlichen Einsatz zu Werke gehen sollten. Schon in den Anfangsminuten brach sich der italienische defensive Mittelfeldspieler Luis Monti nach einem Zweikampf mit Drake den Fuß. Da in dieser Zeit noch keine Spielerwechsel erlaubt waren, musste die italienische Mannschaft nach Montis Ausscheiden in der restlichen Zeit mit nur noch zehn Mann auskommen. Offensichtlich durch diese erlittene Verletzung verärgert, revanchierten sich die italienischen Spieler durch zahlreiche Fouls an ihren englischen Gegenspielern, wodurch sich Eddie Hapgood einen Nasenbeinbruch zuzog (der ihn zu einer 15-minütigen Pause im Spiel zwang), Bowden sich am Knöchel verletzte, Drake einen Schlag versetzt bekam und Brook sich einen Arm brach.
Im Verlauf der ersten Spielzeit vergab Brook zunächst in der ersten Minute einen Elfmeter, nachdem zuvor Drake von Ceresoli gefoult worden war. Eine spätere „doppelte Wiedergutmachung“ erfolgte bereits innerhalb weniger Minuten, als Brook nach einem Kopfball- (3.) und einem Freistoßtreffer (10.) England mit 2:0 in Führung brachte. Noch vor dem Ende der ersten Viertelstunde erhöhte Ted Drake auf 3:0. Daraufhin stellte die italienische Mannschaft im Zuge der personellen Unterzahl ihr System um.

## Die zweite Halbzeit
Die italienische Mannschaft wollte sich jedoch als amtierender Weltmeister nicht so leicht geschlagen geben und verlagerte das Spielgeschehen fortan in die englische Spielhälfte. Giuseppe Meazza erzielte zwei Tore und scheiterte durch einen Pfostentreffer und einige gute Abwehraktionen von Frank Moss nur knapp am Ausgleich. Als bester Spieler der Partie wurde aufgrund seiner kämpferischen Leistung und seines Zweikampfverhaltens im Mittelfeld Wilf Copping ausgezeichnet.

## Nachbetrachtung der Partie
Das Spiel wurde im Nachgang sehr zwiespältig aufgenommen. Obwohl die englische Mannschaft den Sieg für sich beanspruchen konnte und sich – auch angesichts der jungen Mannschaft, die zum Einsatz kam – als eine Art inoffizieller Weltmeister sah, konnte auch das italienische Team anführen, dass man über nahezu die gesamte Spielzeit in Unterzahl agiert hatte. Unzweifelhaft war jedoch die außergewöhnliche Härte in dem Spiel, was dazu führte, dass die FA darüber nachdachte, sich vom internationalen Spielbetrieb vollständig zurückziehen zu wollen. Stanley Matthews führte später in seinen Erinnerungen an, dass die „Battle of Highbury“ wohl das brutalste Spiel in seiner langen Karriere gewesen war.
In Italien wird die Mannschaft – trotz der formalen Niederlage – weiterhin als die „Löwen von London“ gefeiert.

## Statistik
| Paarung        | England – Italien |
| Ergebnis       | 3:2 (3:0) |
| Datum          | 14. November 1934 |
| Stadion        | Highbury, London |
| Zuschauer      | 56.044 |
| Schiedsrichter | Otto Olsson ( Schweden) |
| Tore           | 1:0 Eric Brook (3.) 2:0 Eric Brook (10.) 3:0 Ted Drake (12.) 3:1 Giuseppe Meazza (58.) 3:2 Giuseppe Meazza (62.) |
| England        | Frank Moss (FC Arsenal), George Male (FC Arsenal), Eddie Hapgood (FC Arsenal), Cliff Britton (FC Everton), Jack Barker (Derby County), Wilf Copping (FC Arsenal), Stanley Matthews (Stoke City), Ray Bowden (FC Arsenal), Ted Drake (FC Arsenal), Cliff Bastin (FC Arsenal), Eric Brook (Manchester City) (im „3-4-3“-System)                                                                                      |
| Italien        | Carlo Ceresoli (Ambrosiana-Inter), Eraldo Monzeglio (AGC Bologna), Luigi Allemandi (Ambrosiana-Inter), Attilio Ferraris (AS Rom), Luis Monti (Juventus Turin), Luigi Bertolini (Juventus Turin), Enrique Guaita (AS Rom), Pietro Serantoni (Juventus Turin), Giuseppe Meazza (Ambrosiana-Inter), Giovanni Ferrari (Juventus Turin), Raimundo Orsi (Juventus Turin) (im „2-5-3“-System) Cheftrainer: Vittorio Pozzo |